# 大門村 (長野県)
大門村（だいもんむら）は、長野県小県郡にあった村。現在の長和町大門にあたる。

## 地理
- 河川：依田川、大門川

## 歴史
- 1600年（慶長5年） - この頃、信濃国小県郡依田庄から長窪村・大門村が別れ出たという記録が残っている。
- 1889年（明治22年）4月1日 - 町村制の施行により、近世以来の大門村が単独で自治体を形成。
- 1956年（昭和31年）9月30日 - 長久保新町・長窪古町と合併して長門町が発足。同日大門村廃止。

## 交通

### 道路
- 国道152号